# Novi Grad Sarajevo
Općina Novi Grad je upravno, kulturno, obrazovno, zdravstveno i gospodarsko središte grada Sarajeva. Utemeljena je 12. travnja 1978. podjelom ranije općine Novo Sarajevo na dvije nove općine: Novo Sarajevo i Novi Grad. Obuhvatila je industrijsko predgrađe i novoizgrađena naselja Sarajeva. Prostire se na površini od 47,98 km² i graniči s općinama Novo Sarajevo, Ilidža, Vogošća i Ilijaš. 

## Stanovništvo
Po posljednjem službenom popisu stanovništva iz 1991., općina Novi Grad (jedna od gradskih općina Grada Sarajeva) imala je 136 616 stanovnika, raspoređenih u 3 naselja.
| Stanovništvo općine Novi Grad |                  |                  |                  |
| godina popisa                 | 1991.            | 1981.            | 1971.            |
| Muslimani                     | 69.430 (50,82 %) | 33.391 (41,44 %) | 37.147 (33,22 %) |
| Srbi                          | 37.591 (27,51 %) | 22.190 (27,54 %) | 45.806 (40,96 %) |
| Hrvati                        | 8889 (6,50 %)    | 6612 (8,20 %)    | 17.491 (15,64 %) |
| Jugoslaveni                   | 15.580 (11,40 %) | 15.082 (18,72 %) | 5798 (5,18 %)    |
| ostali i nepoznato            | 5126 (3,75 %)    | 3284 (4,07 %)    | 5569 (4,98 %)    |
| ukupno                        | 136.616          | 80.559           | 111.811          |

Na popisu 1971., općina Novi Grad je bila jedinstvena s općinom Novo Sarajevo.

#### Sarajevo (dio naseljenog mjesta), nacionalni sastav
| Sarajevo (dio - Novi Grad) |                  |                  |                  |
| godina popisa              | 1991.            | 1981.            | 1971.            |
| Muslimani                  | 69.383 (50,89 %) | 31.333 (42,58 %) | 36.094 (34,98 %) |
| Srbi                       | 37.369 (27,41 %) | 18.620 (25,30 %) | 38.806 (37,61 %) |
| Hrvati                     | 8880 (6,51 %)    | 6359 (8,64 %)    | 17.056 (16,53 %) |
| Jugoslaveni                | 15.564 (11,41 %) | 14.382 (19,54 %) | 5758 (5,58 %)    |
| ostali i nepoznato         | 5125 (3,75 %)    | 2891 (3,92 %)    | 5465 (5,29 %)    |
| ukupno                     | 136.321          | 73.585           | 103.179          |

## Naseljena mjesta
Naseljena mjesta su:[nedostaje izvor]
- Rajlovac
- Briješće
- Boljakov Potok
- Buća Potok
- Sokolje
- Dobrinja
- Zabrđe
- Dobroševići
- Reljevo
- Rečica